# Charles Jean Félix Pozzo di Borgo
Pour les autres membres de la famille, voir Famille Pozzo di Borgo.
Charles Jean Félix Pozzo di Borgo est un historien et homme politique français, député de la Corse, né le 27 février 1858 à Paris et décédé le 5 octobre 1902 à Paris.
Historien, il publie la correspondance diplomatique du comte Pozzo di Borgo, ambassadeur de Russie en France, son arrière-grand-oncle. Il est député de la Corse de 1898 à 1902, inscrit au groupe des Républicains progressistes.

## Sources
- « Charles Jean Félix Pozzo di Borgo », dans le Dictionnaire des parlementaires français (1889-1940), sous la direction de Jean Jolly, PUF, 1960 [détail de l’édition]